# Zeng Jize
Zeng Jize (ur. 1839 w Xiangxiang w prow. Hunan, zm. 12 kwietnia 1890 w Pekinie) – chiński arystokrata i dyplomata, najstarszy syn Zeng Guofana. 

## Życiorys
W latach 1878–1885 przebywał w Europie, będąc jednym z pierwszych posłów chińskich w Londynie, Paryżu i Petersburgu. Zasłynął jako świetny negocjator z mocarstwami europejskimi; także uczony i literat. W 1881 roku negocjował podpisanie traktatu petersburskiego, na mocy którego Rosja zwróciła Chinom tereny nad rzeką Ili. Odegrał ważną rolę w zabiegach dyplomatycznych, które poprzedziły i towarzyszyły wojnie chińsko-francuskiej (sierpień 1884 – kwiecień 1885). Po powrocie do Chin pracował w Zongli Yamen.